# Palacios de Sanabria
Palacios de Sanabria (em português Palácios de Seabra) é um município da Espanha na província de Zamora, comunidade autónoma de Castela e Leão, de área 36,87 km² com população de 346 habitantes (2007) e densidade populacional de 8,73 hab/km².

## Demografia
| Variação demográfica do município entre 1991 e 2004 | Variação demográfica do município entre 1991 e 2004 | Variação demográfica do município entre 1991 e 2004 | Variação demográfica do município entre 1991 e 2004 |
| --------------------------------------------------- | --------------------------------------------------- | --------------------------------------------------- | --------------------------------------------------- |
| 1991                                                | 1996                                                | 2001                                                | 2004                                                |
| 337                                                 | 376                                                 | 319                                                 | 322                                                 |